# Rudolf II av Schwaben
Rudolf II av Schwaben, född 1271, död 10 maj 1290.
Son till Rudolf I och Gertrud av Hohenberg.
Han erhöll 1282 tillsammans med sin bror Albrekt I av Tyskland Österrike och Steiermark av sin far.
Gift med Agnes av Böhmen (död 1296). Deras son var Johannes Parricida, som 1308 mördade sin farbror Albrekt.